# Egipćani
Egipćani je naziv za domaće egipatsko stanovništvo. Većinu stanovništva Egipta čine egipatski Arapi koji su u Egipat došli u 7. stoljeću, a ostatak uglavnom čine Kopti koji su izravni potomci drevnih Egipćana.
U užem smislu pojam Egipćani označava sve stanovnike države Egipta, među kojima prevladavaju Arapi.
Nakon arapskih osvajanja u sedmom stoljeću domaće se stanovništvo brzo asimiliralo s doseljenim Arapima, posebno u sjevernim krajevima; na krajnjem jugu Egipta nalazimo narod Nubijaca. Egipćani su najbrojniji arapski narod i broje oko 80 milijuna. Oko 90 % su muslimani, a oko 10 % su Kopti (kršćani).